# 캐런 스트래스먼
캐런 스트래스먼(영어: Karen Strassman)은 미국의 성우이다. 일본 애니메이션과 비디오 게임 더빙을 주로 하고 있다. 대표적인 배역으로 《코드 기어스》의 카렌 슈타트펠트 역, 《러키☆스타》의 미유키 역, 《몬스터》의 니나 역, 《페이트/스테이 나이트》의 라이더 역 등이 있다. 그녀는 삶의 절반을 프랑스에서 보냈으며, 프랑스어를 유창하게 할 수 있다. 프랑스 파리의 국립고등연극학교에서 공부했다.